# Насриддинов, Жамшид Тулкинович
Жамшид Тулкинович Насриддинов (узб. Jamshid To'lqinovich Nasriddinov; род. 22 февраля 1978 года) — узбекский государственный деятель. Хоким Каттакурганского района Самаркандской области Узбекистана.

## Биография
Родился 22 февраля 1978 года. По национальности узбек.
В 1995 году поступил в Самаркандской институт экономики и сервиса. Окончил вуз в 2002 году по специальности «финансы и кредит, экономика».

## Трудовая деятельность
- 1995—1999 — студент Самаркандского института экономики и сервиса.
- 1999—2002 — филиал «Узгазсотиш» в Самарканде, техник, инженер, бухгалтер.
- 2002—2003 — филиала «Самаркандшахаргазтаминот» дочернего предприятия «Самаркандгазтаминот», бухгалтер, начальник отдела потребления.
- 2003—2004 — ЧП «Насриддин» Каттакурганского района, бухгалтер.
- 2004—2006 — оператор, инспектор Государственной налоговой инспекции Каттакурганского района.
- 2006—2013 — бухгалтер совхоза «Киёмов Носир НТК» Каттакурганского района.
- 2013—2017 — председатель фермерского совета Каттакурганского района.
- 2017—2017 — начальник управления сельского и водного хозяйства Каттакурганского района.
- 2017—2018 — заместитель хокима Каттакурганского района — начальник управления сельского и водного хозяйства.
- 2018—2020 — заместитель хокима Каттакурганского района по вопросам сельского и водного хозяйства.
- 2020 — Первый заместитель руководителя Департамента сельского хозяйства Самаркандской области.
- с 24 ноября 2020 — хоким Каттакурганского района.[1]